# Lopheros
Lopheros es un género de escarabajos perteneciente a la familia de los lícidos. Son de tamaño mediano, oblongas, de color rojo brillante o negro.

## Estilo de vida
Los escarabajos adultos están activos durante el día y a menudo se encuentran en las flores, donde comen néctar y polen. Otras especies probablemente no ingieran alimentos cuando sean adultos. Las larvas se pueden encontrar debajo de la corteza, en el suelo o entre la hojarasca. Las piezas bucales sugieren que se alimentan de alimentos líquidos, pero se desconoce qué comen realmente. Se ha sugerido que se nutren de material vegetal en descomposición y hongos limosos.

## Distribución
El género tiene una distribución holártica. La especie se considera en peligro crítico de extinción en ciertos países, incluyendo Noruega 

## Resumen sistemático
- El orden de los escarabajos, Coleoptera.
  - Suborden Polyphaga
    - La superfamilia de alas blandas y escarabajos, Cantharoidea.
      - La familia Redwings (escarabajos máscara), Lycidae
        - Subfamilia net redwings, ( Erotinae LeConte, 1881 )
          - tribu Lopherotini Kazantsev, 2012
            - género Lopheros LeConte, 1881
              - Lopheros braeti (Burgués, 1905)
              - Lopheros brevicornis (Barovskij, 1930)
              - Lopheros brunneorubens (Medvédev, 1966)
              - Lopheros crassipalpis Nakane, 1969
              - Lopheros crenatus (Germar, 1824)
              - Lopheros fraternus (Randall, 1838)
              - Lopheros harmandi (Burgués, 1902)
              - Lopheros imanensis (Medvedev, 1970)
              - Lopheros konoi , 1969
              - Lopheros lineatus (Gorham, 1883)
              - Lopheros mamaevi (Medvedev, 1979)
              - Lopheros mandshuricus (Kleine, 1940)
              - Lopheros minimus Nakane, 1969
              - Lopheros rubens (Gyllenhal, 1817) (sinónimo: Dictyoptera rubens )
              - Lopheros septentrionalis (Kono, 1932)